# Kryptoarmenier
Kryptoarmenier (armenisch ծպտյալ հայեր, türkisch Kripto Ermeniler) sind Armenier in der Türkei, die zum Islam konvertierten, um dem  Völkermord an den Armeniern im Osmanischen Reich 1915 zu entgehen. Sie hielten ihre Identität als Armenier im Verborgenen aufrecht. Amy Singer, Christoph K. Neumann und Selçuk Akşin Somel schätzen ihre Zahl auf insgesamt 100.000 Personen.
Seit die Türkei ab dem Militärputsch 1960 liberaler wurde, konvertierten einige Kryptoarmenier zum Christentum zurück und änderten ihre Namen zu typisch armenischen.

## Geschichte
Während des Völkermordes an den Armeniern wurden viele armenische Waisenkinder von lokalen muslimischen Familien aufgenommen, welche die Namen der Kinder änderten und sie zum Islam  konvertieren ließen. Als Hilfsorganisationen und überlebende Armenier nach dem Ersten Weltkrieg die Waisen suchten und sie zurückverlangten, wurden nur wenige gefunden und wieder mit ihren Familien zusammengeführt, während die übrigen meist als Muslime weiterlebten. Außerdem konvertierten einige Familien zum Islam, um dem Völkermord zu entgehen.
Aufgrund dessen gibt es eine unbekannte Zahl von Personen armenischer Herkunft in der heutigen Türkei, die sich ihrer Abstammung nicht bewusst sind.
Andere bezweifeln wiederum die hohe Zahl der "heimlichen Armenier" armenischer Ethnizität, da sich dies durch Türkisierung und durch Heiraten mit ethnisch türkischen sowie kurdischen Menschen mit der Zeit ändere, die Grenzen des "Armeniertums" verschwimmen und viele betrachten sich heute mehr als Türken denn als Armenier. 

### Rückkehr zum Christentum
Seit den 1960er Jahren, nachdem durch einen Militärputsch 1960 die konservative Regierung von Ministerpräsident Adnan Menderes gestürzt und die liberal-demokratische Verfassung von 1961 angenommen wurde, gibt es einige Beispiele von islamisierten armenischen Familien, die wieder zum Christentum konvertieren und wieder armenische Namen annehmen.

## Anzahl

### Heimliche oder Kryptoarmenier
| Zahl           | Quelle                                                                            |
| 30.000–40.000  | Tessa Hofmann                                                                     |
| 60.000–300.000 | Erhan Başyurt, türkischer Journalist                                              |
| 80.000         | Mesrob II, der Patriarch von Konstantinopel, im wöchentlichen Magazin Der Spiegel |

### Islamisierte und türkisierte Armenier
Anmerkung: Die folgenden Zahlen schließen nicht die Hemşinli mit ein, die oft als islamisierte Armenier betrachtet werden.
| Zahl                | Quelle                                    |
| 300.000             | Hrant Dink                                |
| 500.000             | Yusuf Halaçoğlu                           |
| 1.000.000-2.000.000 | Aztag, armenische Tageszeitung im Libanon |